# Station Snowdown
Snowdown is een spoorwegstation van National Rail in Snowdown, Dover in Engeland. Het station is eigendom van Network Rail en wordt beheerd door Southeastern. Het station is geopend in 1914.